# Крюзий-ле-Мепийя
Крюзи́й-ле-Мепийя́ (фр. Cruzilles-lès-Mépillat) — коммуна во Франции, находится в регионе Рона — Альпы. Департамент — Эн. Входит в состав кантона Пон-де-Вель. Округ коммуны — Бурк-ан-Брес.
Код INSEE коммуны — 01136.

## География
Коммуна расположена приблизительно в 350 км к юго-востоку от Парижа, в 55 км севернее Лиона, в 27 км к западу от Бурк-ан-Бреса.
На юге коммуны протекает река Аванон (фр. Avanon).

## Население
Население коммуны на 2010 год составляло 818 человек.
| 1962 | 1968 | 1975 | 1982 | 1990 | 1999 | 2010 |
| ---- | ---- | ---- | ---- | ---- | ---- | ---- |
| 513  | 515  | 477  | 500  | 580  | 651  | 818  |

## Экономика
В 2010 году среди 514 человек трудоспособного возраста (15—64 лет) 411 были экономически активными, 103 — неактивными (показатель активности — 80,0 %, в 1999 году было 73,0 %). Из 411 активных жителей работали 396 человек (215 мужчин и 181 женщина), безработных было 15 (4 мужчины и 11 женщин). Среди 103 неактивных 38 человек были учениками или студентами, 40 — пенсионерами, 25 были неактивными по другим причинам.

## Фотогалерея
- Церковь Св. Дионисия
- Карта коммуны